# Coerență (optică)
Coerența exprimă proprietatea radiației laser de a emite fascicule sinfazice, cu alte cuvinte, totalitatea razelor laser va fi emisă în același timp, caracteristică ce nu este proprie luminii naturale.
```
  Coerenta radiatiei laser este de două tipuri:
```

a)Coerența spațială :  considerând două raze provenite din două puncte diferite ale unei surse luminoase, dacă acestea pot interfera(prin suprapunerea lor obținându-se franje de interferență), cele două radiații sunt coerente. Cele două puncte de pe suprafața sursei se pot afla la o distanță mai mică sau mai mare, aceasta caracterizând proprietatea de coerență spațială.Intensitatea luminoasă foarte mare care se poate obține cu ajutorul laserului este o consecință a proprietății de coerență spațială.Toată energia emisă de un tub cu descărcare de mare lungime, care în mod normal, ar fi dispersată în toate direcțiile din spațiu, este concentrată într-un fascicol de mică secțiune și unghi solid foarte mic.
b)Coerența temporală. Dacă radiația emisă la un moment dat de un anumit punct al sursei poate interfera cu radiația emisă la un moment ulterior de același punct al sursei, cele două radiații sunt coerente in timp.